# Ratú (título nobiliario)
Ratú (pronunciación: ˈrɑːtu) es un título austronesio utilizado por hombres de Fiyi de rango principal. Un título equivalente, Adi (pronunciado ˈandʒi), es utilizado por mujeres de rango principal. En el idioma malayo, el título ratú es también el título honorífico tradicional para referirse al rey o reina gobernante en la cultura javanesa (aunque desde entonces se ha utilizado en contextos modernos para referirse a reinas reinantes de cualquier nación, por ejemplo (anteriormente): "Ratú Isabel II"). Así, en Java, un palacio real se llama "keraton", construido a partir del circunfijo ke- -an y Ratu, para describir la residencia de los ratú.

## Etimología
Ra es un prefijo en muchos títulos (ramasi, ramalo, rasau, ravunisa, ratu), y tu significa simplemente "jefe". El uso formal de "ratú" como título en un nombre (como en "Sir" en la tradición británica) no se introdujo hasta después de la cesión de 1874. Hasta entonces, un jefe solo sería conocido por su nombre de nacimiento y su título tradicional específico del área.
Las variaciones regionales incluyen ro en Rewa y partes de Naitasiri y Tailevu, roko en partes de Naitasiri, Rewa y Lau (particularmente el grupo Moala), ra en partes de Vanua Levu, particularmente la provincia de Bua.
En todos esos lugares, se usa como un título que precede al nombre de la persona, como "príncipe", "duque", "conde", "barón" o "señor".
Sin embargo, la semántica es un poco diferente en fiyiano, aunque el nombre y el título suelen estar invertidos, por ejemplo:
En castellano, se diría Su Alteza Real (Estilo) Príncipe (dirección/título) Andrés (nombre), Duque de York (título nobiliario).
En fiyiano, se diría Gone Turaga Na (Estilo) Roko Tui Bau (título noble), Ratú (dirección/título) Joni Madraiwiwi (nombre).

## Nobleza fiyiana
La nobleza de Fiyi se compone de unos setenta jefes, cada uno de los cuales desciende de una familia que tradicionalmente ha gobernado un área determinada. Los jefes son de diferente rango, con algunos jefes tradicionalmente subordinados a otros jefes. El clan Vusaratu es considerado como el clan principal más alto, con respecto a la gente de Bau hasta el ascenso del líder del clan Tui Kaba, quien exilió a todos los miembros de Vusaratu. Son los herederos de Ratú Seru Epenisa Cakobau, el Vunivalu de Bau o Tui Levuka (Jefe supremo de Bau, en el lado este de Viti Levu, la isla más poblada de Fiyi), Se autoproclamó "Tui Viti/Rey de Fiyi " en 1871. (Solo fue reconocido por los británicos y algunas provincias de Viti Levu). Él, junto con otros 12 altos jefes, cedió posteriormente las islas al Reino Unido en 1874.
Otros clanes de jefes destacados son los Vuanirewa (los gobernantes tradicionales de las islas Lau) y los Ai So'ula (los gobernantes tradicionales de Vanua Levu).
Durante el gobierno colonial (1874-1970), los británicos mantuvieron la estructura de jefatura tradicional de Fiyi y trabajaron a través de ella. Establecieron lo que se convertiría en el Gran Consejo de Jefes, originalmente un organismo consultivo, pero se convirtió en una poderosa institución constitucional. Constitucionalmente, funciona como un colegio electoral para elegir al presidente de Fiyi (un puesto en gran parte honorario inspirado en la monarquía británica), al vicepresidente y a 14 de los 32 senadores, miembros de la "cámara alta" del Parlamento, que tiene derecho a veto sobre la mayoría de la legislación. Los otros 18 senadores son designados por el Primer Ministro (9), el Líder de la Oposición (8) y el Consejo de Rotuma (1); estos designados pueden o no ser de rango principal también. (El Senado se inspiró en la Cámara de los Lores de Gran Bretaña, que consta de pares hereditarios y vitalicios).
La presidencia, la vicepresidencia y catorce senadores son los únicos cargos constitucionales cuyo nombramiento está controlado por personas de rango principal. Los jefes de Fiyi posteriores a la independencia siempre han competido por escaños parlamentarios en pie de igualdad con los plebeyos. En los años posteriores a la independencia, esto favoreció a la clase de los jefes, ya que la gente común los consideraba sus líderes y generalmente votaba por ellos. Durante varias elecciones, muchos miembros étnicos de Fiyi de la Cámara, que se elige por sufragio universal, tenían rango de jefe, pero en elecciones recientes, la discrepancia entre jefes y plebeyos se está reduciendo lentamente, ya que los plebeyos están mejor educados y han comenzado a trabajar su camino hacia la estructura de poder. Los jefes, sin embargo, conservan un enorme respeto entre el pueblo de Fiyi. En tiempos de crisis, como los golpes de 1987 y el tercer golpe de 2000, el Gran Consejo de Jefes a menudo intervino para brindar liderazgo cuando las instituciones políticas modernas se han derrumbado.

## Jefes notables
- Ratú Sir George Cakobau; primer gobernador general nativo de Fiyi
- Ratú Seru Epenisa Cakobau; Monarca de Fiyi que cedió las islas al Reino Unido
- Ratú Sir Penaia Ganilau; Primer presidente y último gobernador general de Fiyi
- Ratú Josefa Iloilo; expresidente
- Ratú Sir Kamisese Mara; padre fundador; primer ministro y presidente de más larga duración
- Ratú Tevita Momoedonu; ex primer ministro
- Ratú Sir Lala Sukuna ; Soldado, erudito y estadista. Primer graduado universitario de Fiyi. Estudió Derecho en Oxford. Expresidente del Consejo Legislativo
- Ratú Epeli Nailatikau; expresidente y actual presidente del parlamento
- Ratú Joni Madraiwiwi ; exvicepresidente, exjuez de la Corte Suprema y destacado abogado.
- Ratú J.A.R. Dovi; primer médico completamente calificado.
- Ratú Peni Volavola ; exalcalde de Suva y funcionario de la iglesia metodista.
- Ratú Udre Udre; Récord mundial Guinness para el "caníbal más prolífico", según se informa, comió entre 872 y 999 personas